# Allium brulloi
Allium brulloi là một loài thực vật có hoa trong họ Amaryllidaceae. Loài này được Salmeri mô tả khoa học đầu tiên năm 1998.